# Жан де Нивель
Жан III (I) де Монморанси (фр. Jean de Montmorency; 1422 — 26 июня 1477) — сеньор де Нивель, Вим, Лидкерке, Юбермон, советник и камергер герцога Бургундского, основатель линии Монморанси-Нивель, старшей в роду.

## Биография
Сын Жана II де Монморанси и Жанны де Фоссё.
После смерти матери в 1431 году, унаследовал ее владения, где правил под опекой отца и Жака де Крана, сеньора де Доммар и Берной, мужа Бонны де Фоссё, его тетки.
В 1432 году принес оммаж Филиппу III Доброму. Также унаследовал землю Отёй и Кенские леса, и носил титул сеньора де Фоссё, под которым упоминается в 1435 году в свите герцога Бургундского, приехавшего в Аррас для подписания соглашения с Карлом VII.
В 1448 году разделил владения с младшим братом Луи, передав ему сеньории Фоссё, Барли и Отвиль, а также Кенские леса.
В приданое за женой получил, среди прочего, замок Лидкерке, за который в 1463 году принес оммаж герцогу Бургундскому во время Алостского крыльца.
Как и младший брат, был недоволен вторым браком отца, вступив с ним в конфликт. Во время войны Лиги общественного блага, в которой Жан II и его сын от Маргариты д'Оржемон Гийом выступили на стороне Людовика XI, Жан и Луи примкнули к графу де Шароле и сражались против королевских войск в битве при Монлери.
По случаю измены Жана де Монморанси было сочинено несколько популярных в своё время песен про Жана де Нивеля, где были знаменитые строки, вошедшие в поговорку: C'est ce chien de Jean de Nivelle / Qui s'en va quand on l'appelle («Такая собака у Жана де Нивеля, что убегает, когда ее зовут»).
Отец воспользовался переходом сыновей на сторону противника, и лишил их наследства, передав земли дома Монморанси Гийому. В 1472 король утвердил это пожалование.
В 1467 году Жан де Нивель начал в Парижском парламенте процесс по поводу сеньории Фамешон, зависимой от шателении Пуа, которая принадлежала его матери. После смерти Филиппа Доброго Жан принес оммаж Карлу Смелому, от которого позднее получил сеньорию Юбермон.
Жан де Нивель умер 26 июня 1477, за 11 дней до своего отца, и был погребен в приходской церкви Нивеля.

## Семья
Жена (до 1455): Гудула Вилен (ум. 1482 или 1483), канонисса в Мобёже, дочь рыцаря Жана Вилена, сеньора де Юисс, Борхт и Звиндрехт, и Гуделы Рас, дамы ван Памел, единственной дочери Гудара Раса Мехельнского, канцлера Брабанта. В числе приданого принесла замок Лидкерке, позднее, после смерти своего брата Гудара Вилена, унаследовала земли Юисс, Борхт и Звиндрехт, зависимые от Термонде. Рельеф за них был выплачен в 1482 году.
Дети:
- Жан II де Нивель (1461—12.04.1510), барон де Монморанси, сеньор де Нивель. Жена (до 1496): Маргарета ван Хорн (ум. 1518), дама де Гасбек, дочь графа Якоба ван Хорна и графини Иоганны фон Мёрс
- Жак де Монморанси (ум. после 1485). Был под опекой Йоста Вилена, родственника по матери, умер во время паломничества в Иерусалим
- Филипп I де Монморанси (1466—1526), сеньор де Нивель. Жена (5.09.1496): Мария ван Хорн (1476—1558), дама де Монтиньи, дочь Фредрика ван Хорна, сеньора де Монтиньи
- Шарль де Монморанси (15.02—18.06.1467)
- Марк де Монморанси, ум. юным
- Маргарита де Монморанси (ум. после 1517). Муж: Арнольд II ван Хорн (ум. 1505), граф ван Уткерке
- Онорина де Монморанси (ум. 1.08.1510). Муж 1) (до 23.02.1485): Никола де Сент-Альдегонд, сеньор де Нуаркарм; 2): Шарль де Рюбампре, виконт де Монтенекен

## Жан де Нивель в культуре
Помимо народных песен, Жан де Нивель стал фольклорным персонажем в своем городе Нивель в современной Бельгии, в частности, такое имя носит жакмар на городских башенных часах (Jean de Nivelles)
В 1880 году в Париже была поставлена трехактная комическая опера «Жан де Нивель», написанная Лео Делибом.
Поговорку про собаку Жана де Нивеля использовал Поль Верлен в шестом стихотворении «Забытых ариетт» из цикла «Романсы без слов»: C'est le chien de Jean de Nivelle / Qui mord sous l'oeil même du Guet («Собаке Жана де Нивеля / Вдруг прямо в лапы угодил» (перевод И. Булатовского).
Серж Генсбур в песне Indifférente с альбома Serge Gainsbourg N°2 также сделал отсылку к этой поговорке: Comme le chien de Monsieur Jean De Nivelle, tu ne viens jamais à moi quand je t'appelle («Как собака месье Жана Де Нивеля, ты никогда не приходишь, когда я тебя зову»).

## Комментарии
1. ↑  В оригинале эта фраза имеет двоякий смысл, и предполагается, что изначально речь шла не о собаке, принадлежащей Жану де Нивелю, а о том, что он сам — «собака» (NIVELLE (Jean de) // Dictionnaire universel d’histoire et de géographie. P.: Hachette, 1878, p. 1353). Якобы, отец сказал о нем: «Эта собака Жан де Нивель убегает, когда его зовут» (C’est le chien de Jean de Nivelle, il s’enfuit quand on l’appelle — Булатовский И. В. Комментарии // Верлен П. Стихотворения. Т. 1. — СПб.: Наука, 2014, с. 575—576)
2. ↑  Буквально: «Эта собака Жана де Нивеля / Что кусает даже на глазах Дозора»